# Eirenis decemlineatus
Eirenis decemlineatus är en ormart som beskrevs av Duméril, Bibron och Duméril 1854. Eirenis decemlineatus ingår i släktet Eirenis och familjen snokar. Inga underarter finns listade i Catalogue of Life.
Arten förekommer i södra Turkiet och i Mellanöstern över Libanon, Israel, östra Syrien och östra Jordanien. Två avskilda populationer lever längre norrut och österut i Turkiet. Eirenis decemlineatus vistas i regioner som ligger 500 till 2000 meter över havet. Den lever i klippiga områden i öppna skogar som domineras av ekar och tallar. Dessutom besöks odlingsmark och trädgårdar. Honor lägger ägg.
I några områden hotas beståndet av skogsavverkningar. Allmänt är Eirenis decemlineatus inte sällsynt. IUCN kategoriserar arten globalt som livskraftig.